# 近鉄ク6561形電車
近鉄ク6561形電車（きんてつク6561がたでんしゃ）とは、近畿日本鉄道が1952年に製作した、名古屋線用の通勤電車である。

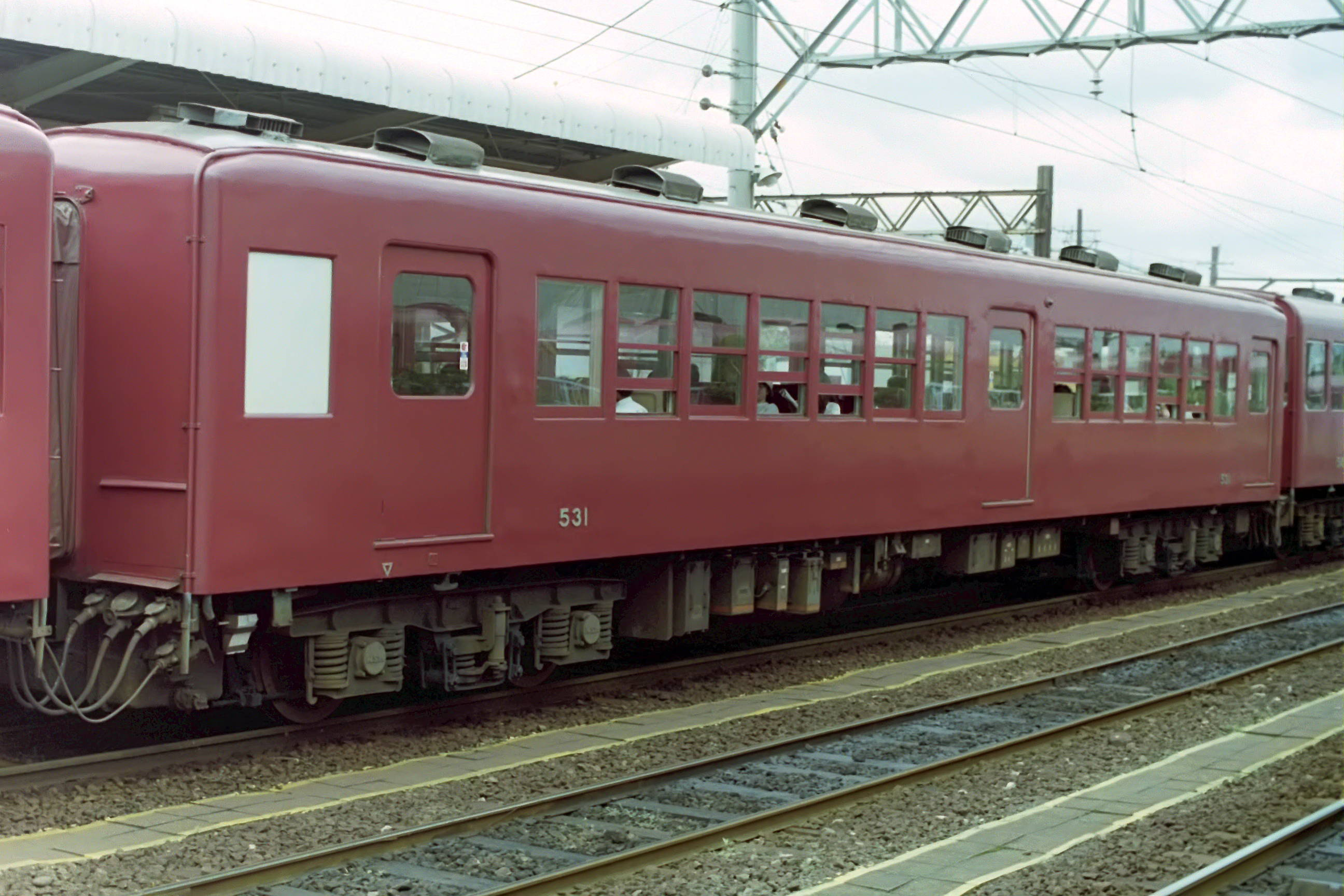
サ531(ク6561形6561号車)

## 概要
名古屋線の急行用車両を増強する為、1952年3月に近畿車輛で6561 ‐ 6565の5両が製造された。大阪線用の制御車として製造されたク1560形と同時期の製造であるが、内装や扉の数などが同車と異なる。

## 車体・台車
名古屋線では初となる全鋼製19 m車体を採用しており、片側2扉・窓の配置はd2D10D3である。またノーシルノーヘッダ・張り上げ屋根となっている。ブレーキは全車ともA動作弁のA自動空気ブレーキである。
台車はK-67を装備している。

## 車内設備
車内は両端がロングシート・扉間は10列の転換クロスシートである。

## 運用・改造
ク6561は1958年8月に6421系と組み特急用として使用するため付随車に改造している。特急として使用することから扉を車端寄りに移設し、オールクロスシートに改造した。また便所・洗面所・冷房装置・シートラジオなどを取り付けている。この改造によりサ6531形に形式変更を行った。
ク6561形6561 → サ6531形6531
他の4両はその後も主に急行として使用され、1959年の名古屋線改軌の際には6531・6562がKD-31B形台車に履き替えている。一方それ以外はD-18A台車を改造して使用した。
1960年以降、10100系や10400系などの特急車が増備されたことにより、6421系などの従来の特急車は順次格下げとなり、サ6531もその対象となった。格下げにより3扉化され扉付近はロングシート化されている。冷房装置はしばらく残存していたが後に撤去された。
1969年6月には全車に2灯化が実施されている。
1975年にはク6562・ク6563が付随車になりサ6561形に形式変更となった。改造にあたっては機器撤去のみであり、乗務員室扉は残存している。
ク6561形6562・6563 → サ6561形6562・6563
1977年にはサ6531を除く全車両が養老線に転属している。この際、台車をKD-32Nに交換している。
1979年にはサ6531も養老線に転属し、台車をKD-32Nに交換した。また同年サ6562とサ6563は運転台機器を再度設置。6563は再びク6561形となり、6562は近代化計画で電動車が不足するため、MMC制御器と6441系と同じ三菱電機MB-148AF、パンタグラフも搭載し、一形式一両の制御電動車モ6561形に改造されている。
サ6561形6562 → モ6561形6562
サ6561形6563 → ク6561形6563
その後1984年4月に支線区の番号が3桁化された事から、この時点で唯一残存していたサ6531は千の位の6を取り、サ531に改番された。
サ6531形6531 → サ531形531
その後もサ531は420系の中間車として使用された。

## 廃車
ク6563 - 6565は1983年9月に、モ6562は1984年3月に廃車され、これによりサ6531（→サ531）以外の車両は全廃となった。
サ531についても600系の転入により、1992年12月8日付で廃車となったため、これにより本形式は全廃となっている。